# Barbaresco
Barbaresco – miejscowość i gmina we Włoszech, w regionie Piemont, w prowincji Cuneo.
Według danych na rok 2004 gminę zamieszkiwało 638 osób, 91,1 os./km².